# Asamangulia wakkeri
Asamangulia wakkeri là một loài bọ cánh cứng trong họ Chrysomelidae. Loài này được Zehntner miêu tả khoa học năm 1896.